# Brulleia obereae
Brulleia obereae är en stekelart som beskrevs av Chen och Van Achterberg 1993. Brulleia obereae ingår i släktet Brulleia och familjen bracksteklar. Inga underarter finns listade.